# À l'ombre des tours mortes
À l'ombre des tours mortes (In the Shadow of No Towers en anglais) est une bande dessinée d'Art Spiegelman, publiée entre 2002 et 2003 dans Die Zeit, Courrier international et The Independent. L'album, grand format (34.8 × 24.1 cm), a été publié à compte d'auteur en 2004. La traduction française est parue le 3 septembre 2004 chez Casterman.
Réflexion sur les attentats du 11 septembre 2001 et l'impact qu'ils ont eu sur le comportement des américains, l'artiste compris, cette bande dessinée extrêmement novatrice sur le plan formel est, « artistiquement, (...) un modèle de bande dessinée d'intervention et une réussite absolue ».

## Contexte
Le 11 septembre 2001, Spiegelman et sa femme se promènent dans les rues de New York lorsqu'ils entendent le fracas du premier avion percutant le World Trade Center. Ils courent aussitôt chercher leur fille Nadja à son école, non loin des tours. Après la révélation des origines terroristes de la catastrophe, Spiegelman, alors qu'il se considérait « sans racines », bien qu'il ait grandi dans le Queens et qu'il vive à Manhattan depuis le milieu des années 1970, prend conscience de son attachement pour la ville. Afin de dépasser le traumatisme, il décide de se remettre à la bande dessinée avec quelques grandes planches de bande dessinée politique évoquant son malaise et analysant le comportement des américains à la suite des attaques.
Les principaux quotidiens et hebdomadaires américains ayant refusé de publier ces planches, À l'ombre des tours mortes a d'abord paru dans l'hebdomadaire allemand Die Zeit et le français Courrier international en 2002 et 2003, quelques extraits paraissant dans le quotidien britannique The Independent, et aux États-Unis dans l'hebdomadaire juif progressiste à petit tirage The Forward. L'auteur a ensuite publié à son compte en 2004 un album regroupant les dix planches, plus quelques pages en hommage aux premiers comic strips américains.

## Analyse
Bien qu'À l'ombre des tours mortes ne s'étende que sur dix grandes planches, Spiegelman prend dans cette œuvre de très grandes libertés thématiques et formelles, avec la réutilisation de nombreux personnages de comic strips classiques (Katzenjammer Kids, Little Nemo, Happy Hooligan, La Famille Illico, etc.) dont il pastiche les clichés, la multiplication des techniques graphiques (« dessin et photographie, bichromie à l'ancienne et quadrichromie, ben-day et coloriage informatique, styles graphiques les plus hétérogènes ») et narratives. Cette accumulation d'effets ne sature pas l'œuvre, mais permet à l'auteur d'exprimer adéquatement à la fois son dégoût et son sentiment d'injustice envers l'acte terroriste, et son refus du consensus guerrier autour du président George W. Bush, à une période où cette critique était courageuse.

## Prix
L'album a été sélectionné par la New York Times Book Review comme l'un des cent indispensables de 2004.